# Smolik sosnowiec
Smolik sosnowiec (Pissodes pini) – gatunek chrząszcza z rodziny ryjkowcowatych.

## Wygląd
Długość 6-9 mm, dość krępa sylwetka ciała, barwa ciemnobrązowa z plamkami z żółtych włosków. Plamki te układają się na pokrywach w ukośne wzory. Na głowie dość długi ryjek, czułki buławkowate.

## Występowanie
Występuje w lasach sosnowych. Larwy żyją pod korą drzew, głównie w koronach drzew. 
Rozprzestrzeniony jest od Hiszpanii na zachodzie i północnych Włoch na południu po Wielką Brytanię, północ Skandynawii i Karelię na północy oraz Syberię na wschodzie. W Polsce jest pospolity.

## Znaczenie
Szkodnik lasu należący do grupy tzw. szkodników wtórnych, tzn. atakujących drzewo już wcześniej uszkodzone lub osłabione. Masowy pojaw powoduje usychanie drzew, przeważnie jesienią. Jest ksylofagiem, jednym z groźniejszych szkodników drzew z tej grupy owadów. Zarówno postać dorosła, jak i larwa żerują na floemie i drewnie sosny.